# Egira metaxys
Egira metaxys là một loài bướm đêm trong họ Noctuidae.